# عبد المؤمن النقاش
عبد المؤمن النقاش  (1914 - 1975) هو شاعر مصري، وواحد من شعراء التيار الرومانسي الذي بزر من خلال مدارس تيار التجديد ومنهم مدرسة أبولو وهو تيار يطور نفسه في كل الاتجاهات رؤية وموضوعًا.

## حياته ونشأته
ولد عبد المؤمن محمد النقاش سنة 1914 بقرية منية سمنود بمركز أجا في محافظة الدقهلية، هو واحد من شعراء حركة أبولو المتأخرين الذين جاءوا بعد جيلها الأول، تعلم في مدارس الدقهلية ثم ألتحق بمدرسة دار العلوم بالقاهرة.

### أبنائه
ينتمي النقاش إلى أسرة ضمت مثقفين بارزين فكان أولاده الخمس أدباء ومفكرين وكتاب وصحفيون سياسيون بارزون، وهما الراحل وحيد النقاش مترجما وناقدا، وفكري النقاش كاتب وناقد أدبي مصري، والناقدة فريدة النقاش رئاسة تحرير مجلة أدب ونقد لنحو عشرين عاما، ثم أصبحت منذ نهاية 2006 رئيسة تحرير صحيفة «الأهالي» لسان حال حزب التجمع اليساري، وأمنية النقاش صحفية وكاتبة، ورجاء النقاش ناقد أدبي وصحفي مصري.

## مسيرته
ينتمي الي الشعراء الرومانتيكيين الذين ينتمون إلى مدرسة أبوللو لكن صروف الحياة جعلت الأضواء تنحسر عنهم حينئذ، لكن التاريخ أنصفهم بعد ذلك، مثل محمد صالح الشرنوبى وعبد المعطى الهمشرى وحسن كامل الصيرفي والعوضي الوكيل، ومن أشهر دواينه الشعري ديوان ألحان الفجر.